# Campeonato Africano de Atletismo de 2018 - Arremesso de peso masculino
A prova do arremesso de peso masculino do Campeonato Africano de Atletismo de 2018 foi disputada no dia 2 de agosto, no Estádio Stephen Keshi, em Asaba, na Nigéria.

## Recordes
Antes desta competição, os recordes mundiais e do campeonato nesta prova eram os seguintes:
|                       | Nome           | Nacionalidade  | Distância | Local       | Data                |
| --------------------- | -------------- | -------------- | --------- | ----------- | ------------------- |
| Recorde mundial       | Randy Barnes   | Estados Unidos | 23m 12cm  | Westwood    | 20 de maio de 1990  |
| Recorde do campeonato | Janus Robberts | África do Sul  | 21m 02cm  | Brazzaville | 18 de julho de 2004 |
| Recorde africano      | Janus Robberts | África do Sul  | 21m 97cm  | Eugene      | 2 de junho de 2001  |

Os seguintes recordes foram estabelecidos durante esta competição:
| Data        | Evento | Atleta                | Nacionalidade | Distância | Notas                 |
| ----------- | ------ | --------------------- | ------------- | --------- | --------------------- |
| 2 de agosto | Final  | Chukwuebuka Enekwechi | Nigéria       | 21m 08cm  | Recorde do campeonato |

## Medalhistas
| Ouro                        | Prata                            | Bronze              |
| Chukwuebuka Enekwechi (NGR) | Mohamed Magdi Hamza Khalif (EGY) | Kyle Blignaut (RSA) |

## Cronograma
Todos os horários são locais (UTC+1).
| Data        | Hora  | Evento |
| ----------- | ----- | ------ |
| 2 de agosto | 11:00 | Final  |

## Resultado final
| Posição           | Atleta                     | Nacionalidade   | #1    | #2    | #3    | #4    | #5    | #6    | Resultado | Notas                 |
| ----------------- | -------------------------- | --------------- | ----- | ----- | ----- | ----- | ----- | ----- | --------- | --------------------- |
| Medalha de ouro   | Chukwuebuka Enekwechi      | Nigéria         | 19.49 | 19.27 | 19.06 | 19.06 | 21.08 | 20.38 | 21.08     | Recorde do campeonato |
| Medalha de prata  | Mohamed Magdi Hamza Khalif | Egito           | 18.46 | 19.23 | 19.23 | x     | 19.33 | x     | 19.33     |                       |
| Medalha de bronze | Kyle Blignaut              | África do Sul   | 18.04 | 18.19 | 18.19 | 19.05 | 17.75 | 18.07 | 19.05     |                       |
| 4                 | Kalu Eke                   | Nigéria         | 17.60 | 18.14 | 18.79 | x     | 17.93 | 18.42 | 18.79     |                       |
| 5                 | Jason van Rooyen           | África do Sul   | 17.58 | 18.07 | 17.98 | x     | 18.27 | x     | 18.27     |                       |
| 6                 | Henry-Bernard Baptiste     | Ilhas Maurícias | 17.99 | 17.37 | 17.89 | x     | x     | 17.86 | 17.99     |                       |
| 7                 | Adantor Yao                | Togo            | 16.25 | 17.32 | x     | 17.33 | 17.18 | x     | 17.33     |                       |
| 8                 | Zegeye Moga                | Etiópia         | x     | x     | 15.18 | x     | 14.90 | x     | 15.18     |                       |
| 09 !              | Kuiche Takougoun           | Camarões        | x     | x     | x     |       |       |       | NM        |                       |
| 10 !              | Essohounamondom Tchalim    | Togo            |       |       |       |       |       |       | DNS       |                       |
| 10 !              | Mostafa Amr Hassan         | Egito           |       |       |       |       |       |       | DNS       |                       |
| 10 !              | Orazio Cremona             | África do Sul   |       |       |       |       |       |       | DNS       | [ 3 ]                 |

Legenda
| Recorde mundial       | Recorde mundial (World record)               |                       | Recorde africano                      | Recorde africano (African) |                                           | Q | Classificado por posição (Qualified) |
| Recorde do campeonato | Recorde do campeonato (Championship record)  | Recorde da América    | Recorde da América (Americas)         | q                          | Classificado por melhor tempo (Qualified) |   |                                      |
| Melhor marca do ano   | Melhor marca do ano (World leading)          | Recorde asiático      | Recorde asiático (Asian)              | DNS                        | Não largou (Did not start)                |   |                                      |
| Recorde nacional      | Recorde nacional (National record)           | Recorde europeu       | Recorde europeu (European)            | DNF                        | Não terminou (Did not finish)             |   |                                      |
| Recorde pessoal       | Recorde pessoal do atleta (Personal best)    | Recorde da Oceania    | Recorde da Oceania (Oceania)          | DSQ / DQ                   | Desclassificado (Disqualified)            |   |                                      |
| Recorde da temporada  | Recorde da temporada do atleta (Season best) | Recorde sul-americano | Recorde sul-americano (South America) | NM                         | Sem marca (No mark)                       |   |                                      |